# Allodia zaitzevi
Allodia zaitzevi es una especie de mosquito del género Allodia, de la familia Mycetophilidae, orden Diptera. Fue descrita por Kurina en 1997.
Se distribuye por Finlandia, Noruega, Estonia, Reino Unido, Eslovaquia y Suecia. Fue publicada en A new species of fungus gnats of the genus Allodia Winnertz, 1863 (Diptera, Mycetophilidae) from Estonia. Stud. Dipt, 4.